# Отмена местничества
Местничество отменено при совещании служилых людей по отечеству наподобие Земского Собора (12 января 1682), в целях укрепления вооружённых сил правительством Фёдора III Алексеевича.

## Событие
Впервые, на Земском соборе 1617 года, обсуждался вопрос о местничестве, от которого в государевом деле происходило «мотчание», задержки и расстройства. В виду этого царь Михаил Фёдорович указал, чтобы боярам не соперничать между собой, не спорить при походах и ратных назначениях «быти без мест». Собор обсудил этот вопрос и постановил — быть без мест до 1620 года.
Соборному деянию (24 ноября 1681) об отмене местничества и отеческих случаев, послужил указ царя Фёдора Алексеевича 1680 года, боярину, князю Василию Васильевичу Голицыну, сформировавший комиссию из выборных, верных людей, для реформы армии. Указ гласил: «… показать новые в ратных делах вымыслы, улучшение устроения армии, введение новых званий и чинов, где предусматривалось мезместие в отеческих случаях». Одним из предложений комиссии по реформе армии была отмена местничества. Для пропагандистских целей было привлечено духовенство.
В день пропагандистского акта (12 января 1682) указанные ниже лица собрались у царских палат, в которые вошёл святейший патриарх Иоаким с архиереями и выборными людьми и подали царю челобитье об отмене местничества и отеческих случаев, которое после зачитал на крыльце царского дворца князь В. В. Голицын. Царь приказал боярину, князю Михаилу Юрьевичу Долгорукому и думному дьяку Василию Григорьевичу Семёнову принести все разрядные книги, в которых были записаны случаи с местами, при прежних правителях. Разрядные книги были доставлены в Царскую палату, и царь приказал предать их огню в Передних сенях, а также распорядился впредь в случаях обнаружения книг с местническими записями также предавать огню. Непосредственно в Передних сенях при сожжении книг до полного их уничтожения присутствовали духовенство и выборные люди.
По окончании мероприятия все указанные люди предстали в Царских палатах перед «светлыми царскими очами», где была зачитана царская грамота о повелении будущим родам на память, быть в разряде Родословной книги, а также в своих домах держать свои фамильные родословные книги по старому. Княжеские и иные честные роды, которые были в боярах и окольничьих, думных дворянах, а также старые (древние) рода представители которых были в посольствах, воеводах и иных знатных посылках записать в особую книгу, которая позже названа Бархатная книга. Также было дано указание родам, которые не вошли в данный перечень, учинить особые книги, которые впоследствии трансформировались в VI частей родословных книг. Данную грамоту зачитал на Постельничьем крыльце боярин, князь Михаил Юрьевич Долгоруков.

## Подписанты
По царскому велению грамоту об отмене местничества и уничтожении книг (12 января 1682) подписали 170 представителей, присутствовавших на мероприятии:
Великий Государь, Царь и великий Князь: Фёдор Алексеевич. Надпись в грамоте гласит: «Перечислены титулы … во утверждении сего соборного деяния и в совершенной гордости и проклятых мест в вечное искоренение, моей рукою подписал».
Духовенство: Патриарх Всея Руси Иоаким; Митрополиты: Новгородский и Великолуцкий Корнилий; Астраханский и Тверской Никифор; Ростовский и Ярославский Иона; Смоленский и Дорогобужский Симеон; Сарский и Подонский Варсонофий; Нижегородский и Алатарский Филарет. Архиепископы: Суздальский и Юрьевский Илларион; Вологодский и Белозерский Симон. Архимандриты: Спаса нового монастыряГавриил; Юрьева монастыря Иов; Симонова монастыря Гавриил.
Бояре: Н. И. Одоевский, Ю. А. Долгоруков, Г. С. Куракин, И. П. Пронский, В. Б. Шереметьев, П. В. Шереметьев, П. М. Салтыков, И. Б. Репнин, И. А. Хованский, Я. Н. Одоевский, А. А. Голицын, Ю. И. Ромодановский, Г. Г. Ромодановский, М. Ю. Долгоруков, Ю. Н. Борятинский, К. П. Нарышкин, В. В. Голицын, П. С. Урусов, Ю. М. Одоевский, П. И. Прозоровский, Р. М. Стрешнев, И. Ф. Стрешнев, И. Б. Хитров, С. А. Хованский, В. С. Волынский, И. М. Милославский, И. П. Борятинский, В. Д. Долгоруков, М. А. Черкасский, И. Б. Троекуров, Ф. Г. Ромодановский, И. В. Бутурлин, М. Г. Ромодановский, В. Ф. Одоевский, Ф. С. Урусов, П. С. Прозоровский, Ю. С. Урусов. И. А. Языков, Г. Н. Собакин, А. Г. Ромодановский, И. Г. Куракин.
Окольничие: Н. М. Бабарыкин, Г. Ф. Козловский, К. О. Щербатов, П. Д. Скуратов, М. С. Пушкин, И. С. Хитров, М. Б. Милославский, П. И. Матюшкин, Б. Г. Юшков, М. П. Головин, С. Ф. Львов, И. Т. Кондырев, П. Т. Кондырев, А. И. Чириков, Ф. П. Соковников, И. И. Чаадаев, И. Ф. Прончищев, Д. Ф. Борятинский, Н. К. Стрешнев, М. И. Лыков, И. М. Кодинов, И. Ф. Волынский, П. П. Языков, Б. В. Горчаков, Б. В. Бутурлин, А. Т. Лихачёв, М. Т. Лихачёв, С. И. Языков (чашник).
Думные дворяне: А. И. Толстой, С. Ф. Полтев, А. Н. Лопухин, И. Ф. Желябужский, И. Д. Голохвастов, К. О. Хлопов, И. П. Кондырев, Г. С. Караулов, В. А. Змеев, Т. П. Савёлов, А. И. Ржевский, Б. Ф. Полибин, Б. В. Яковлев, Н. И. Заборовский, С. Ф. Толочанов, В. С. Нарбеков, В. М. Тяпкин, Д. М. Башмаков (печатник).
Думные дьяки: Л. Т. Голосов, Г. К. Богданов, Д. Л. Полянский, В. Г. Семёнов, А. Т. Зыков, А. С. Кирилов, П. Я. Пятый, И. С. Горохов, Е. И. Украинцев.
Стольники комнатные: П. С. Хитров, А. С. Шеин, А. И. Хитров, М. Я. Черкасский, Б. А. Голицын, И. А. Головин, И. Д. Долгоруков, Г. Ф. Долгоруков, С. А. Хитров, И. Р. Стрешнев, Н. С. Хитров, А. В. Голицын, В. Д. Мясный, И. Б. Яковлев, М. В. Собакин, Ф. М. Лихачёв, И. В. Заборовский, И. А. Янов, М. Ф. Грушецкий, И (большой) Дашков, И. И. Головин, А. И. Милославский, Б. И. Прозоровский.

### Выборные люди
Стольники: А. И. Хованский, И. И. Голицын (большой), Б. П. Шереметьев, Л. Ф. Долгоруков, Б. Ф. Долгоруков, П. А. Головин, Ф. С. Нарбеков, Е. А. Пашков, А. Н. Самарин, А. Д. Колтовский, В. М. Дмитриев, Ф. Л. Волконский, Ф. Г. Хрущёв (меньшой), В. Я. Хитров, И. Ю. Леонтьев, Т. И. Ржевский, Ю. П. Лопухин, Я. С. Борятинский, С. Е. Алмазов, П. П. Пушкин, И. Б. Плещеев, В. Л. Пушечников, Д. Н. Щербатов.
Генералы: А. А. Шепелев, М. О. Кровков.
Полковники рейтарские: Г. Ф. Тарбеев, Ф. Т. Зыков.
Полковники пехотные: И. Ф. Полтев, Н. И. Колобов, А. Ф. Карандеев, С. Ф. Грибоедов.
Стряпчие: И. И. Леонтьев, П. М. Игнатьев, Г. М. Соловов-Петров.
Дворяне: С. И. Салтыков, Ф. Ф. Бельский, А. С. Опухтин, М. Д. Павлов.
Жильцы: И. И. Милюков.